# Квесада (Техас)
Квесада (англ. Quesada) — переписна місцевість (CDP) в США, в окрузі Старр штату Техас. Населення — 7 осіб (2020).

## Географія
Квесада розташована за координатами 26°16′53″ пн. ш. 98°34′55″ зх. д. / 26.28139° пн. ш. 98.58194° зх. д. (26.281478, -98.581994).  За даними Бюро перепису населення США в 2010 році переписна місцевість мала площу 0,02 км², уся площа — суходіл.

## Демографія
Згідно з переписом 2010 року, у переписній місцевості мешкало 25 осіб у 4 домогосподарствах у складі 4 родин. Густота населення становила 1115 осіб/км².  Було 6 помешкань (267/км²).
Расовий склад населення:
| - 96,0 % — білих |

До двох чи більше рас належало 4,0 %. Частка іспаномовних становила 100,0 % від усіх жителів.
За віковим діапазоном населення розподілялося таким чином: 60,0 % — особи молодші 18 років, 32,0 % — особи у віці 18—64 років, 8,0 % — особи у віці 65 років та старші. Медіана віку мешканця становила 15,3 року. На 100 осіб жіночої статі у переписній місцевості припадало 92,3 чоловіків;  на 100 жінок у віці від 18 років та старших — 66,7 чоловіків також старших 18 років.
Цивільне працевлаштоване населення становило 0 осіб. 